# Maurice Villaret
Maurice Louis Villaret est un neurologue français né le 7 décembre 1877 à Paris (2e) et mort le 25 janvier 1946 dans la même ville (8e).

## Biographie

### Enfance et formation
Maurice Villaret est le fils d'un médecin, Alexandre Villaret, et d'une pianiste connue à l'époque, Catherine Julie Albert, c'est une amie de Jules Massenet.
Son père est un peintre amateur qui s'intéresse aussi à l'histoire. Maurice grandit avec une passion pour la littérature, l'histoire et la peinture et passe du temps avec son père dans les musées italiens.
Il pratique aussi les sports tel que l'alpinisme et la voile et parcourt la Corse et une bonne partie de l'Europe à bicyclette.
Il fait ses études à Paris en étant l'élève de Bouchard, Georges Henri Roger, Hallopeau et Gilbert.
Il est externe des hôpitaux (1896-1900) puis interne (1901-1905), médaillé d'or des hôpitaux (1906), reçu premier au concours de l'agrégation en 1913.

### Mariage
En 1907, Maurice Villaret épouse Juliette Lucile Moreau. Les témoins sont Charles Bouchard, Augustin Gilbert et Pierre Nobécourt (1871-1943) professeur agrégé de médecine, membre de l'Académie de médecine, beau-frère de l'épouse.

### Carrière
De 1906 à 1909, Villaret donne des cours et des conférences dans le service de Gilbert à l'Hôpital Broussais, et à l'école des infirmières (1908-1913).
De 1910 à 1921, il est à l'Hôtel-Dieu, successivement chef de laboratoire, chef de clinique, médecin des hôpitaux. Il est ensuite à Sainte-Périne (1922), Beaujon (1924), Saint-Antoine (1928) et à Necker (1929).
Il devient professeur d'hydrologie thérapeutique et climatologie à la Faculté de médecine de Paris en 1927, puis à l'Hôpital Broussais (1937).
Admis à la retraite en 1945, il est remplacé par Louis Pasteur Vallery-Radot.
Il est inhumé au cimetière du Père-Lachaise (35e division).

## Travaux scientifiques
Maurice Villaret est connu pour ses études et expérimentations expliquant avec précision la localisation des lésions vasculaires du cerveau.
En 1916, il décrit le syndrome de Villaret (en). Ce syndrome est caractérisé par une paralysie ipsilatérale des nerfs crâniens IX, X, XI, XII et parfois VII. La paralysie est causée par une lésion située dans l'espace rétroparotidien postérieur,.
Avec Augustin Gilbert, il s'intéresse aussi à l'hypertension portale, aux cirrhoses et à l'ensemble des maladies du foie.
Avec un de ses élèves, Justin-Besançon, il publie de nombreux travaux sur l'acétylcholine et sur les embolies pulmonaires.

## Autres activités
Durant la première guerre mondiale, il est successivement médecin-major d'ambulance, chef du centre de neurologie de la 16e région militaire, adjoint technique à la direction du service de santé du gouvernement militaire de Paris.
Il est délégué du ministère de la Guerre à la conférence interalliée pour la rééducation des mutilés (Londres, 20-25 mai 1918).
Il est membre de commissions ministérielles sur les eaux minérales et l'enseignement de l'hydro-climatologie.

## Honneurs et distinctions
- Officier de l'Ordre des Palmes académiques en 1906.
- Médaille d'honneur des épidémies du ministère de la Guerre (1915)
- Médaille de vermeil du ministère de la Guerre (1916) ;
- Chevalier de l'Ordre national de la Légion d'honneur le 23 juillet 1922.
- Officier de l'Ordre national de la Légion d'honneur le 26 juillet 1930.

Membre de l'Académie de médecine (1935), il est aussi membre de nombreuses sociétés savantes et d'associations internationales : 
- Société médicale des hôpitaux de Paris ;
- sociétés de neurologie, de gastro-entérologie, de thérapeutique, de chimie biologique, de médecine légale, d'histoire de la médecine, d'hydrologie et climatologie de Paris, de médecine de Paris.
- Union internationale de thérapeutique, Société internationale d'hydrologie et de climatologie, Association des médecins de langue française, Société pour l'avancement des sciences.
- Il est l'un des dirigeants de l'Association pour le développement des relations médicales avec les pays étrangers[1].

## Publications
- Contribution à l’étude du syndrome d’hypertension portale (1906)
- Le syndrome nerveux de l’espace rétro-parotidien postérieur (1916)
- De Quelques indications thérapeutiques des eaux de Vichy (1927)
- Effets thérapeutiques de l'acétylcholine avec Louis Justin-Besançon (1928)
- Sur certains points de physiologie pathologique concernant les affections vasculaires périphériques avec Louis Justin-Besançon (1928)
- Les troubles du métabolisme de l'eau chez les hépatiques (1929)
- Sur les effets cardio-vasculaires des embolies cérébrales expérimentales avec Louis Justin-Besançon et Stanislas de Sèze (1931)
- Clinique et thérapeutique hydroclimatiques avec Louis Justin-Besançon (1932)
- Les cures thermales en gastro-entérologie (1933)
- Recherches expérimentales sur quelques esters de la choline avec Louis Justin-Besançon et René Cachera (1934)
- Le traitement des embolies pulmonaires (1938)